# Emily Maguire
Pour les articles homonymes, voir Maguire.
Emily Maguire (née le 17 décembre 1987 à Glasgow (Écosse)) est une joueuse de hockey sur gazon britannique, membre de l'équipe de Grande-Bretagne de hockey sur gazon féminin. 
Avec la Grande-Bretagne, elle est médaillée de bronze aux Jeux olympiques d'été de 2012 à Londres.